# Kenneth Gault Blackader
Kenneth Gault Blackader, kanadski general, * 1897, † 1967.